# Fänrik Ståls sägner
Fänrik Ståls sägner är ett diktverk av Finlands nationalskald Johan Ludvig Runeberg, utgivet i två samlingar 1848 och 1860. Verket översattes 1852 till tyska, 1856 till danska, 1867 till finska, 1881 till franska, 1889 till engelska och 1905 till ryska. Delar av eposet har tonsatts och filmatiserats 1910 och 1926. Det inleds med dikten Vårt land som hyllar fosterlandet och vars första och sista verser senare kom att bli Finlands nationalsång. 

## Bakgrund
Diktsamlingen beskriver både verkliga och fiktiva händelser under det finska kriget mellan Sverige och Ryssland 1808–1809, där Sverige förlorade Finland till Ryssland. Verket, vars första del utkom fyrtio år efter kriget, är präglat av den under 1800-talet framväxande nationalromantiken, och en röd tråd genom Fänrik Ståls sägner är sorgen och bitterheten över att Sverige genom nederlaget förlorade den östra rikshalvan till Ryssland.
I sina hjälteberättelser hyllar Runeberg både verkliga hjältar och den fiktive, anspråkslöse soldaten som plikttroget och hjältemodigt försvarar fosterlandet. Han speglar också i Molnets broder civilpersonerna som hjältar i de vedermödor de alla får utstå.
Mot detta kontrasteras det svek mot den östra rikshalvan och den misskötsel av kriget som Runeberg och andra samtida kände att de ledande militärerna och politikerna, inklusive kung Gustav IV Adolf, hade gjort sig skyldiga till. Detta återspeglas i dikterna Konungen (om Gustav IV Adolf) och Fältmarskalken (om överbefälhavaren Mauritz Klingspor). Detta missnöje tog sig mycket konkreta uttryck, till exempel genom avsättandet av kung Gustav IV Adolf genom Carl Johan Adlercreutz. Den skarpa kritiken mot konungen förklaras av författaren i ett brev: "Även där, varest jag varit bitter, har bitterheten framsprungit ur min kärlek till Finlands tappre försvarare, då den velat välva från dem ansvaret för de missöden, som åtföljde kriget. Ur denna synpunkt skola de stränga styckena Kungen och Fältmarskalken finna sitt rätta bedömande".
Angående dikten Fänrikens hälsning skrev Runeberg i ett brev till en svensk vän den 1 maj 1858: "Av Stål kommer jag ihåg, att vi för några dagar sedan hade en fest i Helsingfors till firande av en gammal veteran från 1808, överstelöjtnant Gregori Tigerstedt, som på dagen femtio år förut fick en bajonett tvärsigenom bröstet, men vandrar rask och förnöjd bland oss ännu i denna stund. En sång över detta ämne, ärnad för sägnerna, var min gärd för tillfället åt den präktige gubben."

## Sångerna

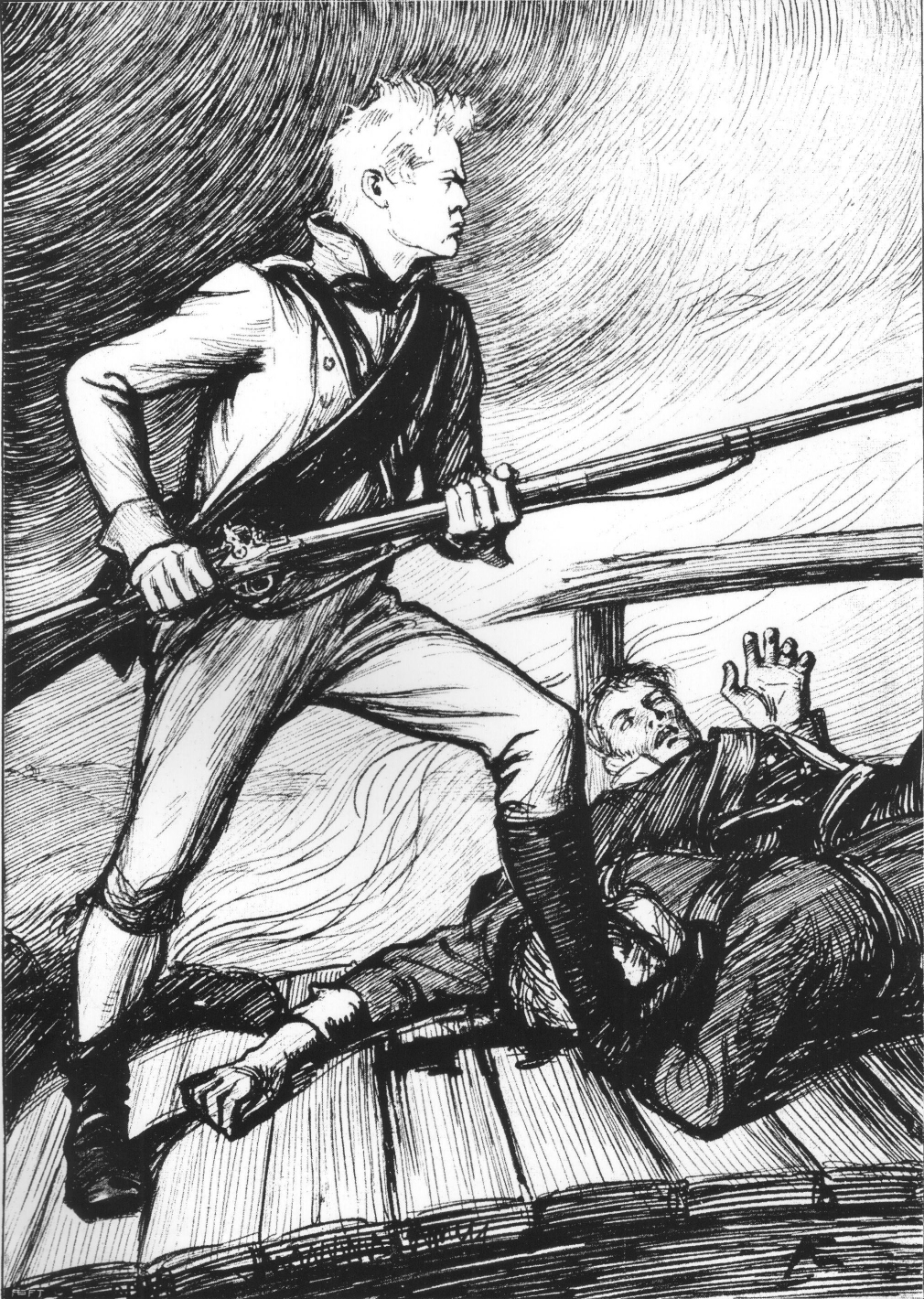
Sven Dufva, teckning av Albert Edelfelt.

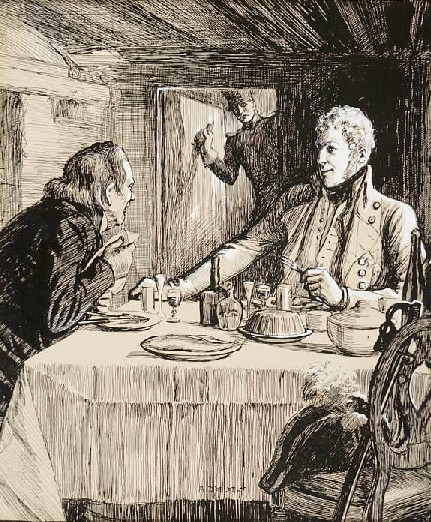
Sandels han satt i Pardala by, Åt frukost i allsköns ro, teckning av Albert Edelfelt.

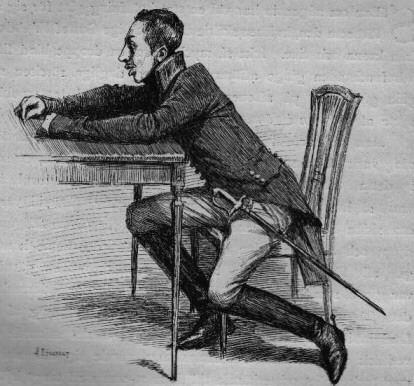
Gustav IV Adolf, teckning av Albert Edelfelt.

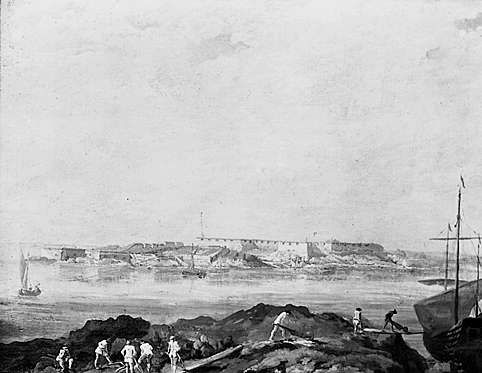
Utsikt över Sveaborg målad av Augustin Ehrensvärd.

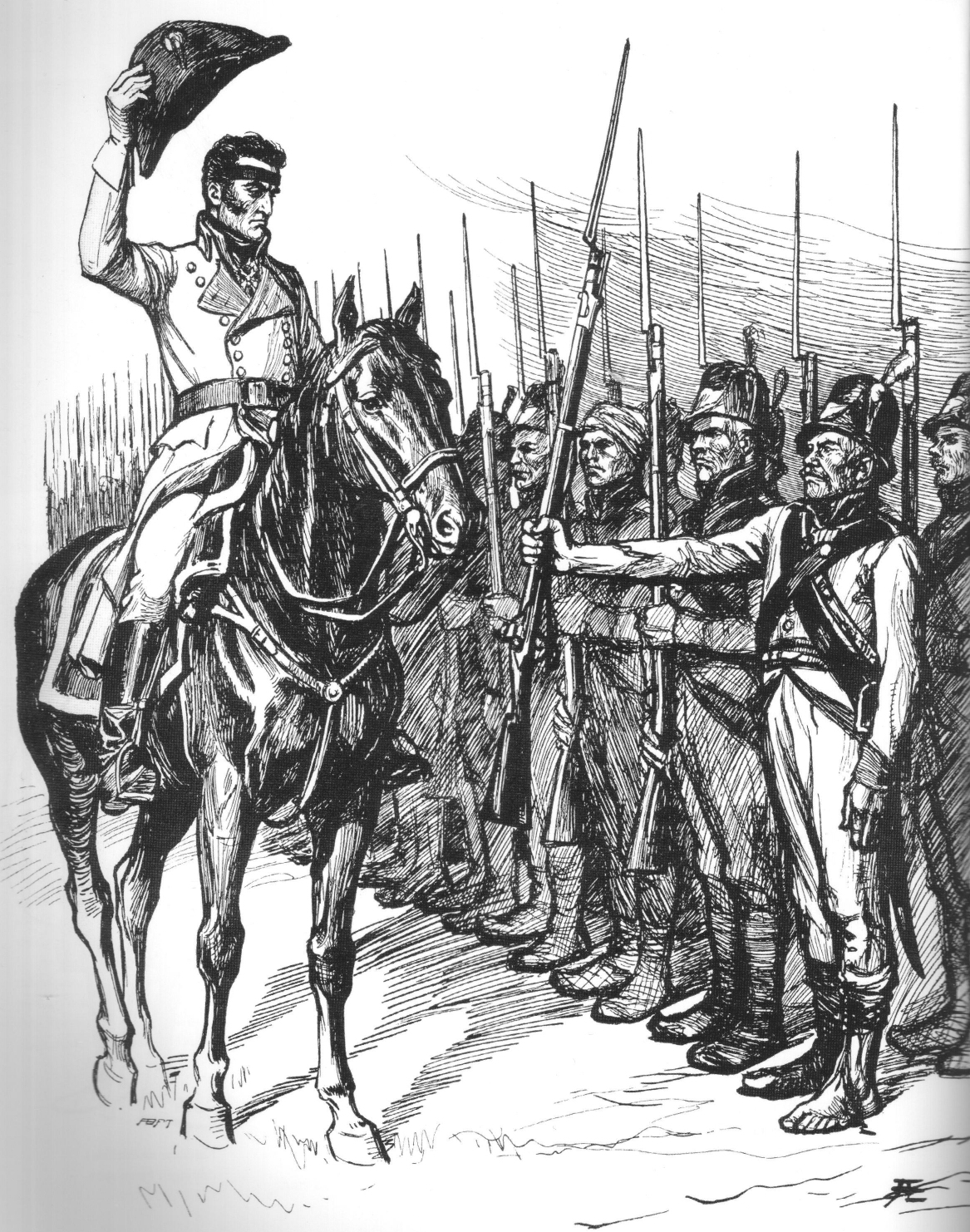
Döbeln vid Jutas, teckning av Albert Edelfelt.

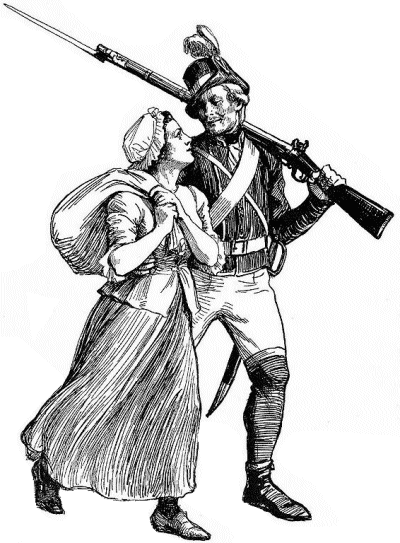
Lotta Svärd.

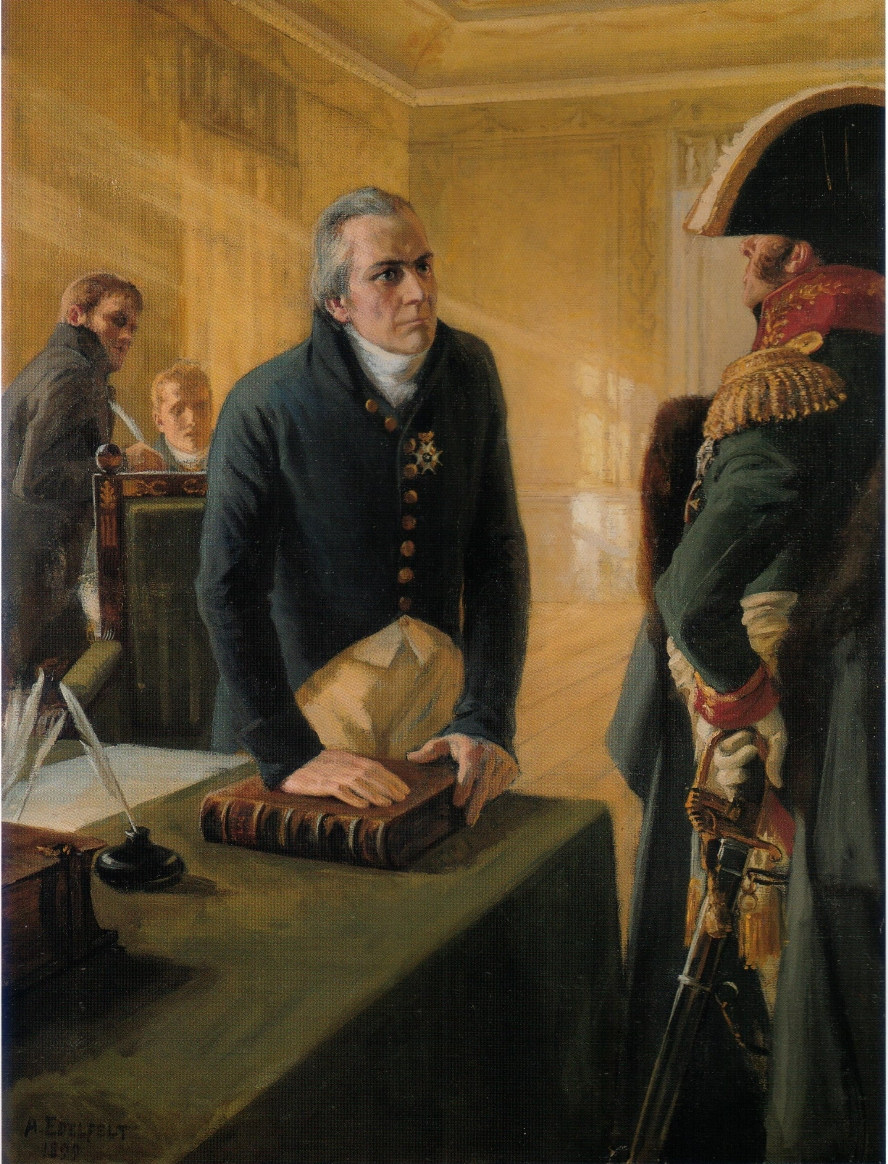
Landshövdingen enligt Albert Edelfelt.

### Första samlingen (1848)
- Vårt land. Dikten har blivit Finlands nationalsång.
- Fänrik Stål. Berättaren introduceras.
- Molnets broder. Skildrar de lidanden som Finlands befolkning fick utstå, sett med en äldre bondes ögon.
- Veteranen.
- Löjtnant Zidén. På ett tragikomiskt sätt berättas om den mycket modige Jakob Henrik Zidén som har ovanligt bråttom. Egentligen var Zidén fänrik men Runeberg har "befordrat" honom i dikten.
- Torpflickan.
- Sven Dufva. Flera bevingade ord har hämtats från denna dikt. Sven Dufva var inte arméns mest begåvade soldat men hyllas i dikten för sin plikttrohet och sitt mod. När han av misstag ensam går till attack mot ryssarna på en bro ropar generalen Sandels de berömda orden "släpp ingen djävul över bron"... "Det kan man kalla en soldat, så skall en finne slåss". Genom detta gav han sina kamrater tid att samlas till motanfall. När Sven Dufva till sist träffas av en rysk kula i hjärtat säger samme general "den kulan visste hur den tog" och slutraden lyder: "ett dåligt huvud hade han, men hjärtat det var gott".
- von Konow och hans korporal
- Den döende krigaren
- Otto von Fieandt. Handlar om överstelöjtnant Otto von Fieandt.
- Sandels. Handlar om greve Johan August Sandels, segrare i slaget vid Virta bro.
- De två dragonerne
- Gamle Hurtig. Dikten har även tonsatts av Karl Collan.
- Kulneff. Den ryske generalen Jakov Petrovitj Kulnev var respekterad för sin skicklighet och omtyckt även bland sina fiender för sitt goda humör och uppförande. "Dock hade Finlands hela här; ej kunnat visa en soldat; som ej höll gamle Kulneff kär". Han drack mycket sprit, "det var hans hjärtas skuld" och "han kysste och han slog ihjäl med samma varma själ".
- Konungen. Här återges tidens kritik mot Gustav IV Adolf.
- Fältmarskalken. Dikten handlar om svenske överbefälhavaren Wilhelm Mauritz Klingspor. Även generaladjutanten Carl Johan Adlercreutz får sin del av kritiken.
- Sveaborg. Om förlusten av fästningen Sveaborg.
- Döbeln vid Jutas. Se slaget vid Jutas.

### Andra samlingen (1860)
- Soldatgossen.
- Björneborgarnas marsch. Texten är skriven till en marschmelodi från 1700-talet.
- Fänrikens marknadsminne.
- Lotta Svärd är huvudpersonen i dikten. Från denna marketenterska har Lotta Svärd-organisationen och  Svenska Lottakåren hämtat namn.
- Gamle Lode.
- Främlingens syn.
- Fänrikens hälsning. Dikten skrevs 1858 tillägnad veteranen Tigerstedt.
- von Törne.
- Den femte juli.
- Munter.
- von Essen.
- Trosskusken.
- Wilhelm von Schwerin. "Oravais blodiga dag" syftar på slaget vid Oravais där den 15-årige underlöjtnanten Wilhelm von Schwerin blev dödligt sårad.
- N:o femton, Stolt.
- Bröderna.
- Landshövdingen. Dikten hyllar landshövding Olof Wibelius i dåvarande Kuopio län, ursprungligen en fattig svensk prästson som genom "flit och duglighet" fått detta höga ämbete. När ryska styrkor invaderade hans län under Finska kriget 1808-09 stannar han kvar på sin post för att skydda och hjälpa sitt läns invånare.
- Adlercreutz.

## Persongalleri
- Adlercreutz (Carl Johan Adlercreutz), general, framgångsrik härförare, avsatte kung Gustav IV Adolf.
- Aflecht (kan vara Johan Henrik Aflecht), … han som främst i striden …
- Aminoff (Johan Fredrik Aminoff), svensk militär och politiker.
- Armfelt (Gustaf Mauritz Armfelt), kung Gustaf III:s gunstling. Landsförvisad 1811 varefter han blir tsar Alexander I:s tillförordnade generalguvernör i Finland.
- Bagration (Peter Ivanovitj Bagration), rysk general.
- Barclay (Michail Barclay de Tolly).
- Bjerkén (Pehr af Bjerkén den yngre), av svensk adelssläkt, skicklig fältläkare.
- Brakel (Karl Adolf Brakel), av adelssläkt, nedtecknade sina minnen från kriget.
- Christiernin (Adolf Ludvig Christiernin), överstelöjtnant, hjälte i slaget vid Revolax.
- Cronstedt 
  - (Johan Adam Cronstedt), chef för Savolaxbrigaden, segrare i slaget vid Revolax den 27 april 1808.
  - (Carl Olof Cronstedt d.ä.), kommendant på Sveaborg vid dess kapitulation till ryssarna den 3 maj 1808. 
 (konsekvent ej nämnd vid namn i dikten Sveaborg; "… men hölj i natt hans namn som jag …")
- Dufva, Sven (tillskriven  Jan Johan Zacharias Bång,[1][2] född 1782. Han var verksam som skomakare i Lycksele, där ett monument rests över honom. Han är dock begravd i Vilhelmina.) Dufva beskrivs som hjälten i slaget vid Virta bro.[3]
- Döbeln (Georg Carl von Döbeln), friherre, militär, generallöjtnant.
- Eek (Johan Fredrik Eek), förlorade alla sina egendomar i kriget. Blev sedermera överste vid Jämtlands regemente.
- Ehrnrooth (Carl Gustaf Ehrnrooth), generalmajor.
- Furumarck (Johan Henrik Furumark), major vid Savolax' fotjägarregemente, utmärkte sig i slaget vid Revolax.
- Grönhagen (Johan Adolf Grönhagen), kapten (sedermera major).
- Gyllenbögel (Gyllenbögels frikår), en trupp från Åland och södra Österbotten.
- Kamenskij (Nikolaj Kamenskij), rysk adelsman och general.
- Konow (Carl Johan von Konow), major och kompanichef för Björneborgs regemente.
- Kossatchoffskij, rysk militär.
- Kothen (Gustaf Konstantin von Kothen).
- Kulneff (Jakov Petrovitj Kulnev), rysk generalmajor.
- Lode (Karl Leonhard Lode), överstelöjtnant, hjälte i slaget vid Revolax.
- Reiher, löjtnant (kan vara Carl Johan Reiher, en av J.A. Cronstedts adjutanter).
- Schantz (Karl Konstantin von Schantz), av svensk adelssläkt.
- Schwerin (Wilhelm von Schwerin, 1792–1808), en mycket ung underlöjtnant vid Svea artilleriregemente, dog i Kalajoki endast 15 år gammal, till följd av skador under slaget vid Oravais.
- Tigerstedt (Gregori Fredrik Tigerstedt), fänrik vid Savolax regemente, sårades i slaget vid Revolax. Dikten Fänrikens hälsning tillägnades Tigerstedt på 50-årsdagen av slaget.
- Törne (Johan Reinhold von Törne, 1752–1810), överstelöjtnant vid Savolax lätta infanteriregemente.
- Vegesack (Eberhard von Vegesack, 1763–1818), generalmajor.